# Tumblr
Tumblr ist eine Blogging-Plattform, auf der Benutzer Texte, Bilder, Zitate, Chatlogs, Links, Videos und Audiodateien in einem Blog veröffentlichen können.

## Geschichte

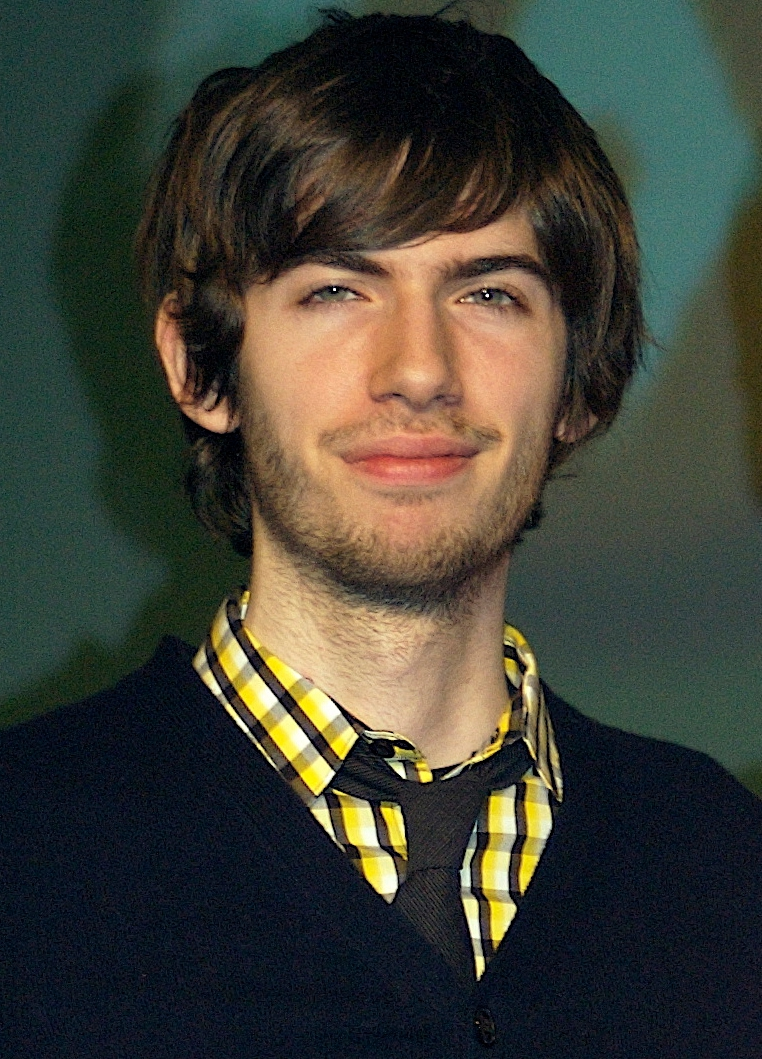
Tumblr-Gründer David Karp (2009)

David Karp gründete Tumblr 2007 zusammen mit Marco Arment. Im Jahr 2010 hatte Tumblr über 20 Millionen Nutzer. Zum 1. Januar 2012 waren es rund 39 Millionen Blogs bei 50 Millionen täglichen Einträgen. Diese Zahlen stiegen in den folgenden Jahren weiter stark an, sodass Tumblr im Januar 2014 etwa 163 Millionen Blogs und bis zu 100 Millionen Einträge pro Tag verzeichnen konnte. Weitere zwei Jahre später waren es bereits 293 Millionen Blogs, auf denen insgesamt 133 Milliarden einzelne Einträge hochgeladen worden waren. Im März 2018 waren es 400 Millionen und Ende Juni 2020 502 Millionen Blogs.
Der Anteil deutscher Nutzer lag 2017 bei ca. 3,5 %, der aus den USA bei ca. 35,8 %. Die größte Nutzergruppe (26,7 %) in den Vereinigten Staaten bildeten zu diesem Zeitpunkt Personen im Alter von 18 bis 24 Jahren.
Manche Nutzer veröffentlichen so z. B. ausschließlich selbsterstellte Fotografien, während sich andere auf das „Rebloggen“ spezialisieren oder eigene Posts (englisch für Einträge) mit Reblogs mischen. Die verschiedenen Blogs unterscheiden sich thematisch stark voneinander. Eine umfassende Aufteilung in spezifische Kategorien ist kaum möglich. Kim Jong-il Looking at Things ist ein Beispiel für einen erfolgreichen Tumblr-Blog.
Yahoo kaufte die Blogging-Plattform im Mai 2013 nach einer Meldung an die Börsenaufsicht für „schätzungsweise 990 Millionen Dollar“. Gründer David Karp erhält demnach eine Prämie von 110 Millionen Dollar, wenn er mindestens weitere vier Jahre bei der Firma bleibt. Die Akquisition steht in Zusammenhang mit einer Aussage des CFO von Yahoo, man müsse mehr Nutzer im Alter von 18 bis 24 Jahren ansprechen. Außerdem sei es wichtig, durch Tumblr wieder „cool“ zu werden.
Mehrere Länder ließen die Website wegen Pornografie, religiösem Extremismus oder LGBT-Inhalten sperren, darunter China, Indonesien, Kasachstan und Iran.
Nachdem die Tumblr-App im November 2018 aus Apples App Store entfernt worden war, kündigte Tumblr an, dass ab dem 17. Dezember 2018 pornografische Bilder nicht mehr erlaubt sein würden. Als Gründe gelten Nachteile bei der Vermarktung von Werbung und der neue Stop Enabling Sex Traffickers Act. Tumblr ließ daraufhin einige Blogs vorab sperren, einige davon ohne Grund, da keine Inhalte vorzufinden waren, die gegen die Nutzungsbedingungen verstoßen hatten.
Aufgrund des Verbots von „Erwachseneninhalten“ verlor Tumblr bis März 2019 ein Drittel seiner Nutzer.
Im August 2019 wurde Tumblr an Automattic, den Betreiber der Bloggerplattform WordPress.com, verkauft. Der niedrige Kaufpreis von „deutlich unter 20 Millionen US-Dollar“ – Quellen nennen 3 Millionen US-Dollar – sorgte in den Medien für Aufsehen. Alle 200 Mitarbeiter würden übernommen, und der neue Betreiber wolle am Verbot pornografischer Beiträge festhalten, hieß es.
Im Oktober 2022 wurde durch Tumblr angekündigt, dass die Regelungen wieder gelockert werden sollen. Die Community Guidelines wurden wie folgt angepasst:

“Visual depictions of sexually explicit acts (or content with an overt focus on genitalia) are not allowed on Tumblr. […] Nudity and other kinds of adult material are generally welcome. We’re not here to judge your art, we just ask that you add a Community Label to your mature content so that people can choose to filter it out of their Dashboard if they prefer.”

„Bildliche Darstellungen von Sexualakten (oder Inhalte mit einem offensichtlichen Fokus auf Genitalien) sind nicht erlaubt. […] Nacktheit und andere Arten von Material für erwachsene Nutzer sind generell willkommen. Wir wollen über Kunst nicht richten, wir bitten nur darum, dass du Material, das nur für Erwachsene geeignet ist, mit einem Label versiehst, damit Menschen, die das nicht zu sehen wünschen, die Möglichkeit erhalten, diese Materialien aus ihren angezeigten Inhalten herausfiltern lassen können.“

## Funktion
Tumblr bietet das Veröffentlichen von selbsterstellten und fremden Inhalten, insbesondere das „Reblogging“ von Einträgen aus anderen Tumblr-Blogs. Der Urheber eines Werkes stellt dieses mit dem Upload automatisch zur freien Verwendung auf Tumblr zur Verfügung, was eine Verletzung des Urheberrechts beim bloßen „Rebloggen“ ausschließt, sofern der erste Blogger auch tatsächlich die Rechte daran besitzt. Dies macht es für Nutzer sehr einfach, Inhalte in ihren eigenen Blog zu übernehmen.
Auf Tumblr hat sich jedoch zu großen Teilen die Vorgehensweise etabliert, bei der ungefragten Verwendung von Bildern den Urheber zu nennen und einen Link zum Original einzubinden. Angemeldete Benutzer können Einträge anderer Nutzer als Favoriten markieren und anderen Nutzern folgen, um deren Einträge in ihrem „Dashboard“ sichtbar zu machen, das auch zur Verwaltung der eigenen Einträge dient.